# Eisenbahn im Northern Territory

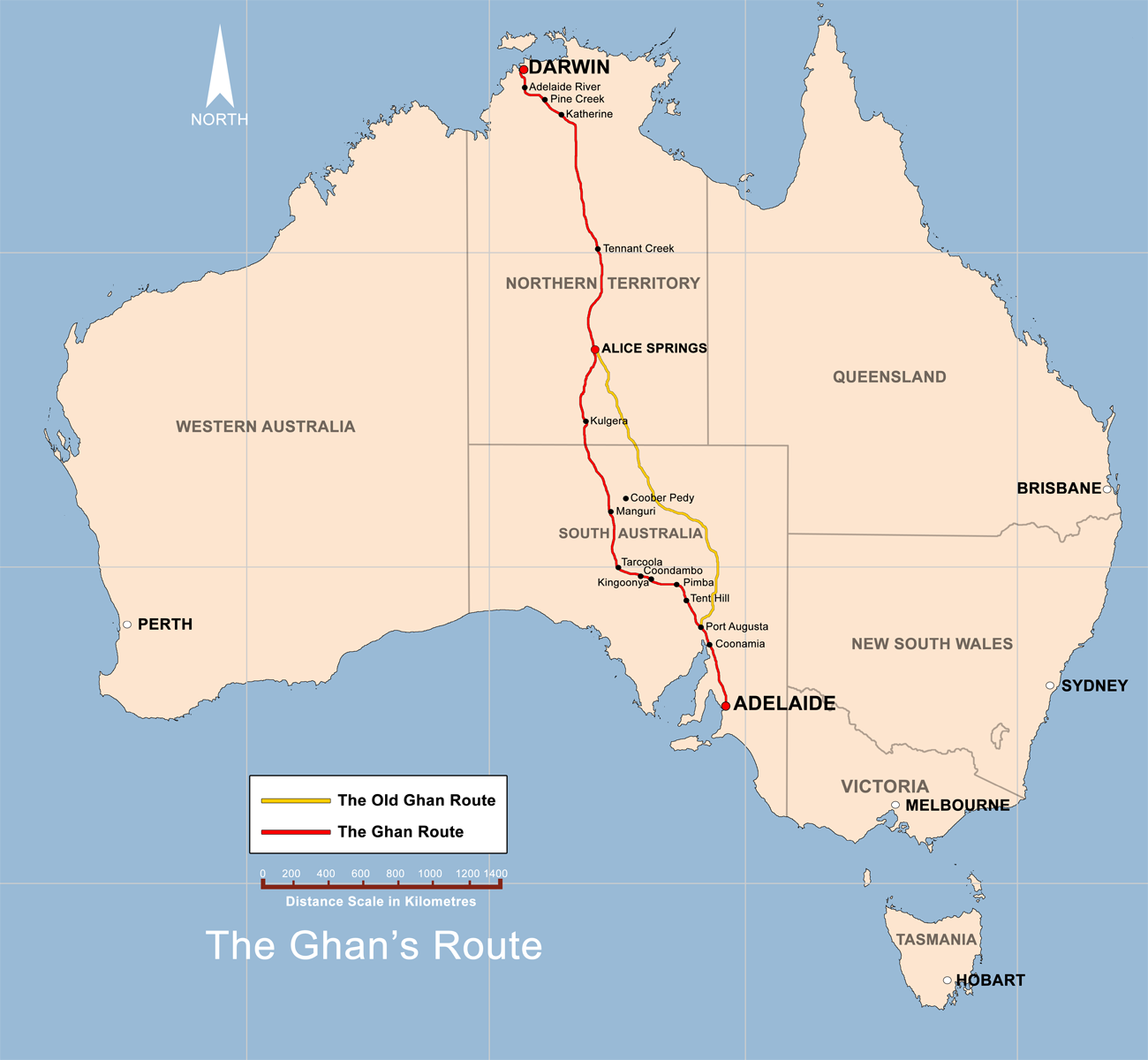
Zentralaustralische Eisenbahn (rot), stillgelegte Schmalspur (gelb)

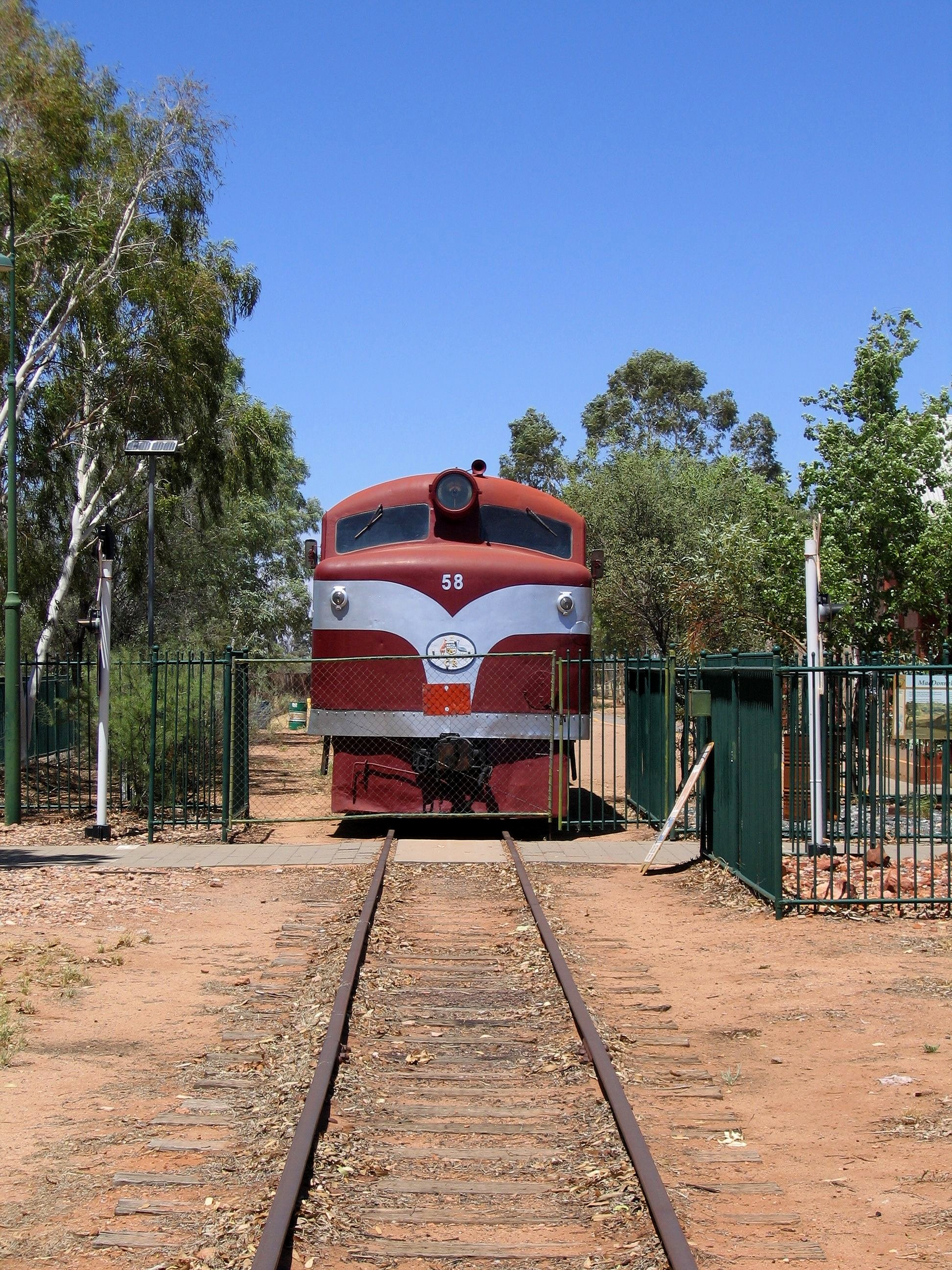
Schmalspurlokomotive der NSU-Klasse im Museum Old Ghan Heritage Railway in Alice Springs

Die Eisenbahn im Northern Territory Australiens besteht zurzeit aus lediglich einer Bahnstrecke.

## Geschichte
Der Versuch, das Northern Territory mit einer Eisenbahn zu erschließen, erfolgte sowohl von Norden, von Darwin (damals: Palmerston) aus, als auch von Süden, von wo die Eisenbahn in South Australia sich nach Norden vorschob. Beide Strecken entstanden in Kapspur und sollten miteinander verbunden werden, was aber nie gelang.
Die südliche Strecke, die Great Northern Railway (benannt nach der Blickrichtung aus Südaustralien), verkehrte ab 1878 und zeit ihres Bestehens nacheinander unter verschiedenen Bezeichnungen und in unterschiedlicher Trägerschaft. Die Strecke wurde in verschiedenen Etappen über Farina, Marree und Oodnadatta nach Alice Springs vorangetrieben, das 1929 nach 1300 km und einem halben Jahrhundert Bauzeit erreicht wurde. Ihr Betrieb wurde eingestellt, als 1981 die Zentralaustralische Eisenbahn eröffnet wurde.
Die nördliche Strecke, die Nordaustralische Eisenbahn, die zeit ihres Bestehens nacheinander ebenfalls unter verschiedenen Bezeichnungen verkehrte, begann ihren Betrieb 1887 und wurde 1976 stillgelegt. Sie schaffte ihren Streckenvortrieb bis Birdum, etwa 500 km südlich von Darwin.
Die mehr als 1000 km große Lücke zwischen den beiden Streckenenden konnte selbst angesichts des erheblichen Transportbedarfs während des Zweiten Weltkriegs nicht mehr geschlossen werden. Auch ein Anschluss an die östlich gelegene Eisenbahn in Queensland, gelang nie.

## Normalspur

Zentralaustralische Eisenbahn

Die Zentralaustralische Eisenbahn wurde 200 km westlich der bestehenden Schmalspurbahn, in günstigerem Gelände trassiert und in Normalspur gebaut. Die Strecke zweigt von der Transaustralischen Eisenbahn in Tarcoola ab. Sie wurde 1981 bis Alice Springs eröffnet und Anfang 2004 bis Darwin verlängert. 
Wirtschaftlich ist die Bahn bedeutend, weil sie erstmals den einzigen großen Hafen an der Nordküste Australiens, gegenüber Asien in einer Weise erschließt, die auch den Transport von Massengütern zulässt und einen Teil des bisherigen Verkehrs mit Road Trains ersetzt. Personenverkehr wird auf der Strecke nur durch den weitgehend touristisch geprägten Zug The Ghan angeboten.

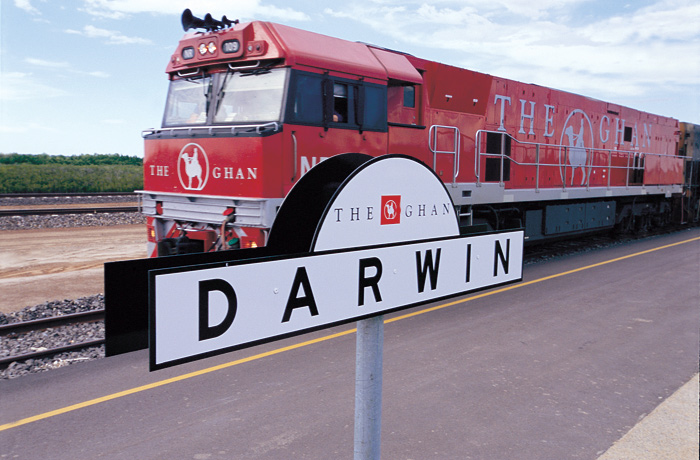
The Ghan im Bahnhof Darwin

## Literatur

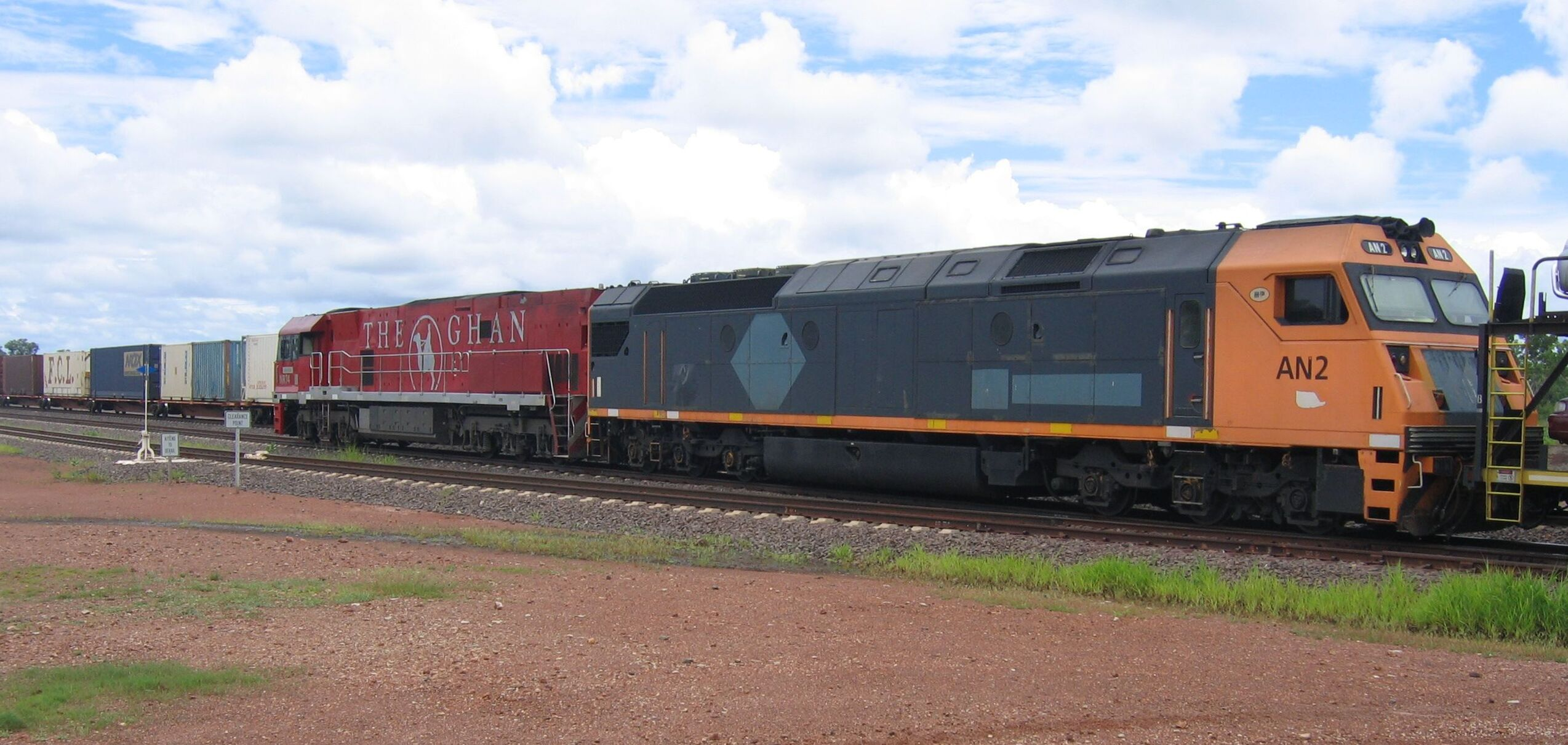
Doppeltraktion von The Ghan – im Hintergrund kreuzender Güterzug